# San Salvatore de Arcu Trasi
San Salvatore de Arcu Trasi ou San Salvatore de Arcu Trasonis era uma igreja de Roma localizada perto do Arco de Constantino e dedicada ao Santíssimo Salvador. Ela foi mencionada no Catálogo de Turim, da primeira metade do século XIV, mas já estava presente no Catálogo de Cêncio Camerário, do final do século XII. É possível que ela seja um edifício que aparece em alguns desenhos do arco do final do século XVIII.
Seu nome é provavelmente uma referência às estátuas de prisioneiros trácios (em italiano:  traci) presentes no ático do arco ou ao "trânsito" (em italiano:  transito) livre através de suas aberturas.